# Selección de rugby de Suiza
La selección nacional de rugby de Suiza es el equipo representativo de dicho país en competiciones oficiales.
Actualmente forma parte de la Rugby Europe, disputando el Rugby Europe Championship. Es remarcable que aún no disputó ningún Campeonato Mundial.

## Historia
Su primer partido internacional fue el 11 de abril de 1973 en Neuchatel contra el combinado de Portugal, perdiendo en esa ocasión por 23-4.  Al año siguiente disputaron otro encuentro, pero contra el seleccionado de Bélgica, en el cual cayeron derrotados por 10-18. Posteriormente, en 1975 aconteció lo propio con un marcador de 33-3 contra el mismo rival.
Luego de la segunda derrota contra su par belga, vencieron en Ginebra a Serbia-Montenegro (12-3). Después, en 1977, derrotaron a Luxemburgo (7-4). Dos años más tarde, fueron vencidos con un resultado 43-0 y 31-0 a favor de los equipos de Mónaco y Portugal, respectivamente.
Sin embargo, se recuperaron un año después, derrotando a Luxemburgo por 10-7 - disputado en Berna-, aunque luego perdieron reñidos partidos contra Suecia, Bélgica y Portugal en 1981, pese a ello, ese mismo año se impusieron a Dinamarca.  Luego perdió nueve partidos consecutivos entre 1982 y 1986, hasta que en mayo de este último derrotó a Serbia-Montenegro por 5-0.
Entre 1989 y 2014, Suiza intentó clasificarse sin éxito para las Copas del Mundo disputadas entre 1991 y 2015, siendo la campaña del 2003 la más fructífera en cuanto a resultados -llegaron a la ronda B de clasificaciones-.
En 2016 Suiza ascendió a la segunda división (Rugby Europe Trophy, antes División 1B) de la ENC por primera vez desde que se implementó la estructura divisional en el año 2000, después de ganar la División 2A durante la temporada 2014-16.

## Palmarés
- Rugby Europe Trophy (2): 2022-23, 2023-24

- European Nations Cup - División 2A (1): 2015-16

- European Nations Cup Division 2B  (2): 2003-04, 2010-11, 2011-12

## Participación en copas

### Rugby Europe Championship
- REC 2025: 7.º puesto

### Rugby Europe Trophy
- RET 2016-17: 3° puesto
- RET 2017-18: 4° puesto
- RET 2018-19: 3° puesto
- RET 2019-20: 2° puesto
- RET 2021-22: 4° puesto
- RET 2022-23: Campeón
- RET 2023-24: Campeón

## Marcas del seleccionado
- Primer partido (11 de abril de 1973: 4-23  Portugal
- Mayor diferencia obtenida (14 de octubre de 2000: 90-9  Bulgaria
- Mayor diferencia en contra 1 de febrero de 2025: 0-110  Georgia

### Mayores participaciones
| #  | Jugador                | Número de encuentros |
| -- | ---------------------- | -------------------- |
| 1  | Mathieu Guyou-Kreis    | 41                   |
| 2  | Sergio Hösel           | 40                   |
| 3  | François Joly          | 34                   |
| 4  | Schellte Betten        | 30                   |
| 4  | Harouna-David Mossière | 30                   |
| 6  | Sébastien Macculi      | 29                   |
| 7  | Tristan Bernard        | 27                   |
| 8  | Gianni di Martino      | 26                   |
| 8  | Ian Wise               | 26                   |
| 10 | Laurent Grandpierre    | 25                   |

## Sucesión de presidentes
- André Cordaillat : 1972 - 1977
- Alain Wuscher : 1977 - 1979
- Alain Périat : 1979 - 1987
- Gérard Nicod : 1987 - 1994
- Tullio Martinenghi : 1994 - 1999
- Luc Baatard : 1999 - 2009
- Stéphane Gaillard : 2009 - 2010
- Peter Schüpbach : 2010 -